# Andrés Loforte
Andrés Alejandro Loforte (ur. 25 lipca 1979) – argentyński judoka. Olimpijczyk z Aten 2004, gdzie odpadł w eliminacjach wadze półciężkiej. 
Uczestnik mistrzostw świata w 1999. Srebrny medalista igrzysk Ameryki Południowej w 2002. Zdobył trzy medale mistrzostw panamerykańskich w latach 2000 – 2004. Trzykrotny medalista mistrzostw Ameryki Południowej.

## Letnie Igrzyska Olimpijskie 2004
| Konkurencja | Eliminacje                 | Klas. końcowa |
| Konkurencja | Przeciwnik I               | Miejsce       |
| ----------- | -------------------------- | ------------- |
| 81 kg       | Bassel El-Gharbawy (EGY) P | I runda.      |